# Alter Gasthof Löhsten

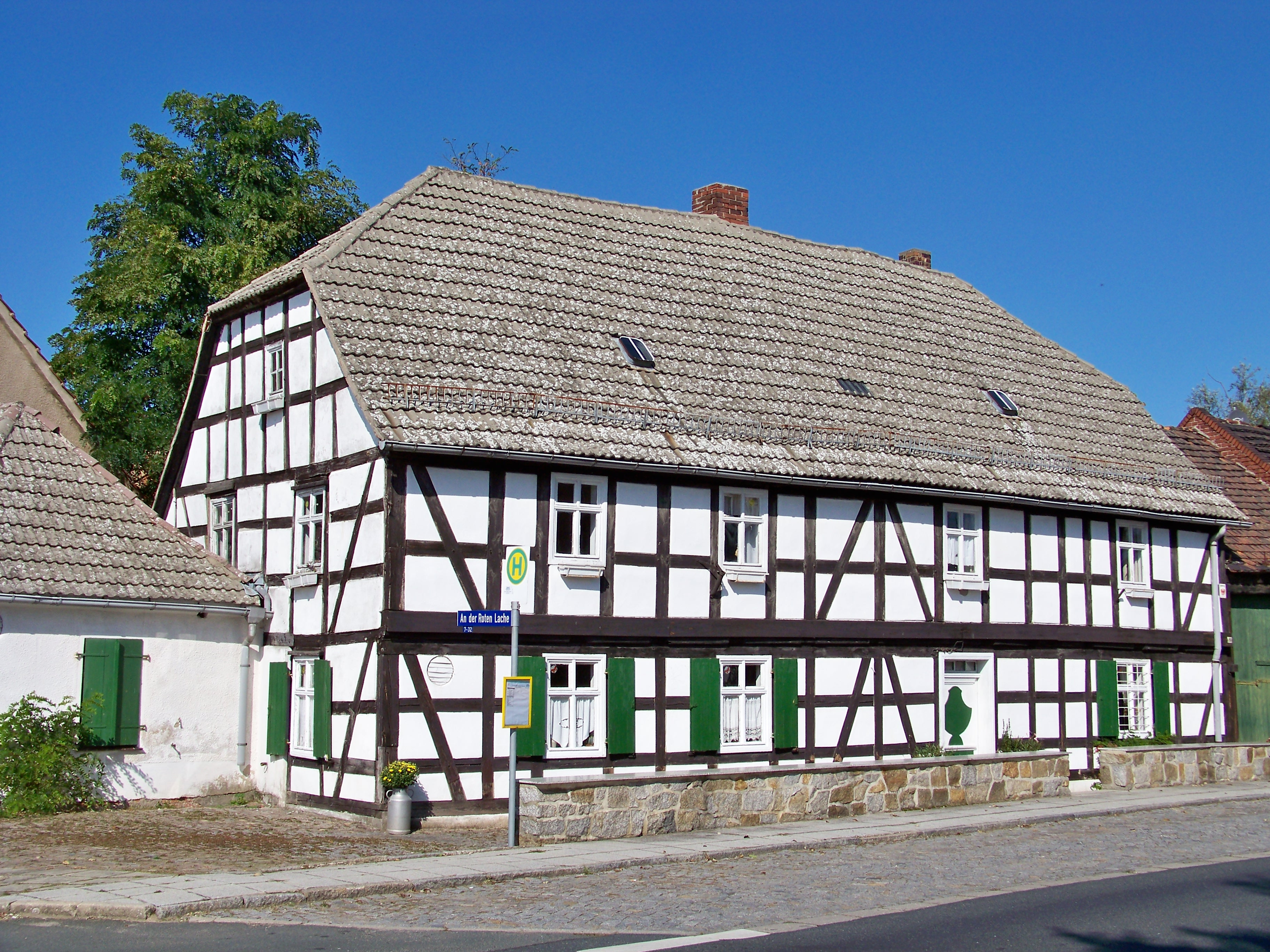
Der Alte Gasthof (2011)

Der Alte Gasthof ist ein Baudenkmal im Ortsteil Löhsten der Kreisstadt Herzberg (Elster) im südbrandenburgischen Landkreis Elbe-Elster.
Er befindet sich gegenüber der Löhstener Dorfkirche. Im örtlichen Denkmalverzeichnis ist er unter der Erfassungsnummer 09135214 verzeichnet.
Datiert wird der Gasthof auf die Zeit zwischen den Jahren 1746 und 1755. Dabei handelt es sich um einen traufständigen, zweigeschossigen Fachwerkbau mit einem Krüppelwalmdach. An der linken Seite des Gasthofes wurde ein Saalbau angebaut, wobei es sich hier um einen Putzbau aus der Zeit um 1900 handelt.